# 名古屋市立栄小学校
名古屋市立栄小学校（なごやしりつ さかえしょうがっこう）は、愛知県名古屋市中区栄一丁目の公立小学校。

## 歴史

### 沿革
- 1872年（明治5年） - 第13義校が発足する[WEB 1]。のちに白川尋常小学校と改称する[WEB 1]。
- 1873年（明治6年） - 第11義校が発足する[WEB 1]。のちに小林尋常小学校と改称する[WEB 1]。
- 1901年（明治34年） - 第35番淳々学校が発足する[WEB 1]。のちに三蔵尋常小学校と改称する[WEB 1]。
- 1909年（明治42年） - 第6高等学校が発足する[WEB 1]。のちに紫川尋常小学校と改称する[WEB 1]。
- 1915年（大正4年） - 紅葉尋常小学校が発足する[WEB 1]。また、12月20日には小林尋常小学校と紅葉尋常小学校が合併し、中区南久屋町3丁目において南久屋尋常小学校となる（愛知県令第78号による）[1]。
- 1923年（大正12年） - 紫川尋常小学校が高等科併置に伴い、紫川尋常高等小学校となる[WEB 1]。
- 1929年（昭和4年） - 三蔵尋常小学校と紫川尋常高等小学校が合併し、中ノ町尋常高等小学校となる[WEB 1]。
- 1946年（昭和21年） - 白川・中ノ町・南久屋各国民学校の統合により、栄国民学校が成立する[WEB 1]。
- 1947年（昭和22年） - 名古屋市栄国民学校が名古屋市立栄小学校と改称する[WEB 1]。
- 1950年（昭和25年） - 校地に名古屋市立栄幼稚園が併設される[WEB 1]。
- 1963年（昭和38年） - 校歌が制定される[WEB 1]。
- 1964年（昭和39年） - 名古屋市内第1号となる歩道橋が国道19号を跨ぐ形で架けられる[WEB 1]。
- 1966年（昭和41年） - プール完成[WEB 1]。
- 1972年（昭和47年） - 栄小学校開校百年祭記念式典を行う（タイムカプセル設置）[WEB 1]。
- 1981年（昭和56年） - 体育館完成[WEB 1]。
- 1982年（昭和57年） - 校舎取り壊しに先立ち「お別れの集い」開催[WEB 1]。
- 1983年（昭和58年） - 新校舎起工式挙行。ブロンズ像「翔る」除幕式挙行。開校111周年記念式典と新校舎完成記念式挙行[WEB 1]。
- 1987年（昭和62年） - プールの改修工事実施[WEB 1]。
- 1992年（平成4年） - 創立120周年記念式典挙行。どん帳披露・栄の良い子の碑除幕[WEB 2]。体育器具庫・クラブハウス新設[WEB 1]。
- 1993年（平成5年） - ささやきスピーカー設置。校舎南側フェンス補修。栽培用給水設備工事[WEB 1]。
- 1994年（平成6年） - 男女別トイレ改築[WEB 1]。
- 1995年（平成7年） - 藤棚の改修[WEB 1]。
- 1996年（平成8年） - いちょう樹勢回復工事[WEB 1]。
- 1997年（平成9年） - いちょう樹勢回復工事。プール改修工事[WEB 1]。
- 1998年（平成10年） - 名古屋市立栄幼稚園が閉園する[WEB 1]。
- 1999年（平成11年） - トワイライトスクールが開校する[WEB 1]。
- 2000年（平成12年） - 学校給食に強化磁器食器導入。インターネット接続[WEB 1]。
- 2002年（平成14年） - 創立130周年記念式典挙行[WEB 1]。
- 2004年（平成16年） - 大幸財団教育助成でソーラー大時計設置[WEB 1]。
- 2005年（平成17年） - 「学力向上パイロット事業」で第2コンピュータ室整備[WEB 1]。
- 2008年（平成20年） - 理科支援員等派遣事業として水槽設置。同年、雨漏り工事と運動場改修工事実施[WEB 1]。
- 2009年（平成21年） - 特別支援学級として「すみれ」が新設される[WEB 1]。*
- 2010年（平成22年） - 自動体外式除細動器(AED)設置[WEB 1]。
- 2011年（平成23年） - 校内ネットワーク配線工事。西門改修工事。児童トイレの改修工事。高圧電気設備改修[WEB 1]。
- 2012年（平成24年） - 創立140周年記念式典挙行。電子百葉箱「みるしる」と、かげぼうし日時計設置[WEB 1]。
- 2014年（平成26年） - 普通教室への空調設置工事。プール東側への花壇設置[WEB 1]。
- 2015年（平成27年） - 東校舎屋上に太陽光パネル設置[WEB 1]。
- 2009年（平成21年） - 特別支援学級として「すみれ」が新設される[WEB 1]。
- 2017年（平成29年） - マスコットキャラクターとして「サカエル」が設定される[WEB 1]。
- 2018年（平成30年） -  音楽室への空調設備工事実施[WEB 1]。
- 2019年（令和元年） - 熱中症予防用ミスト設置。大いちょう樹勢回復工事[WEB 1]。
- 2020年（令和2年） - 栄フェスティバル「ぎんなん収穫祭」新行事立ち上げ。大いちょう土壌改良工事。図書室への空調設置工事[WEB 1]。
- 2022年（令和4年） - 創立150周年記念式典挙行[WEB 1]。

## 通学区域
所管する名古屋市教育委員会は、2019年（令和元年）9月1日現在、中区のうち、栄一丁目・栄二丁目・栄三丁目の全域および大須一丁目・大須二丁目・大須三丁目・大須四丁目・栄四丁目・栄五丁目・錦一丁目・錦二丁目・錦三丁目の各一部を通学区域として指定している。
また、卒業後の進学先は名古屋市立前津中学校となっている。

## 学校周辺
- 中ノ町公園 - 名古屋市道（中ノ町通）をはさんで、敷地が隣接。
- 名古屋市中スポーツセンター - 名古屋市道（堅三蔵通）をはさんで、敷地が隣接。
  - なお、中ノ町通・堅三蔵通共、一方通行（前者：北行き、後者：南行き）である。
- 名古屋高速2号東山線
  - 白川出入口

## 著名な出身者
- 村上佳菜子 - タレント、元フィギュアスケーター

### WEB
1. 1 2 3 4 5 6 7 8 9 10 11 12 13 14 15 16 17 18 19 20 21 22 23 24 25 26 27 28 29 30 31 32 33 34 35 36 37 38 39 40 41 42 43 44 45 46 47  “学校の沿革”.   名古屋市立栄小学校. 2020年8月9日閲覧。
2. ↑  この碑は、海部俊樹第76代内閣総理大臣の筆により書かれた。出典:学校案内（学校ホームページ内）
3. ↑  名古屋市教育委員会事務局総務部教育環境計画室計画係 (2019年9月1日). “名古屋市立小・中学校の通学区域一覧（中区）” (PDF).   名古屋市. 2020年8月9日閲覧。
4. ↑  名古屋市教育委員会事務局総務部教育環境計画室計画係 (2018年4月1日). “名古屋市立中学校区一覧（小→中）” (PDF).   名古屋市. 2020年8月9日閲覧。

### 書籍
1. ↑  名古屋市会事務局 1963, p. 264.